# آنتاریتاریکا
آنتاریتاریکا (به لاتین: Antaritarika) یک منطقهٔ مسکونی در ماداگاسکار است که در تسیهومبه واقع شده‌است. آنتاریتاریکا ۱۲٬۰۰۰ نفر جمعیت دارد و ۱۳۸ متر بالاتر از سطح دریا واقع شده‌است.